# 莫根森山

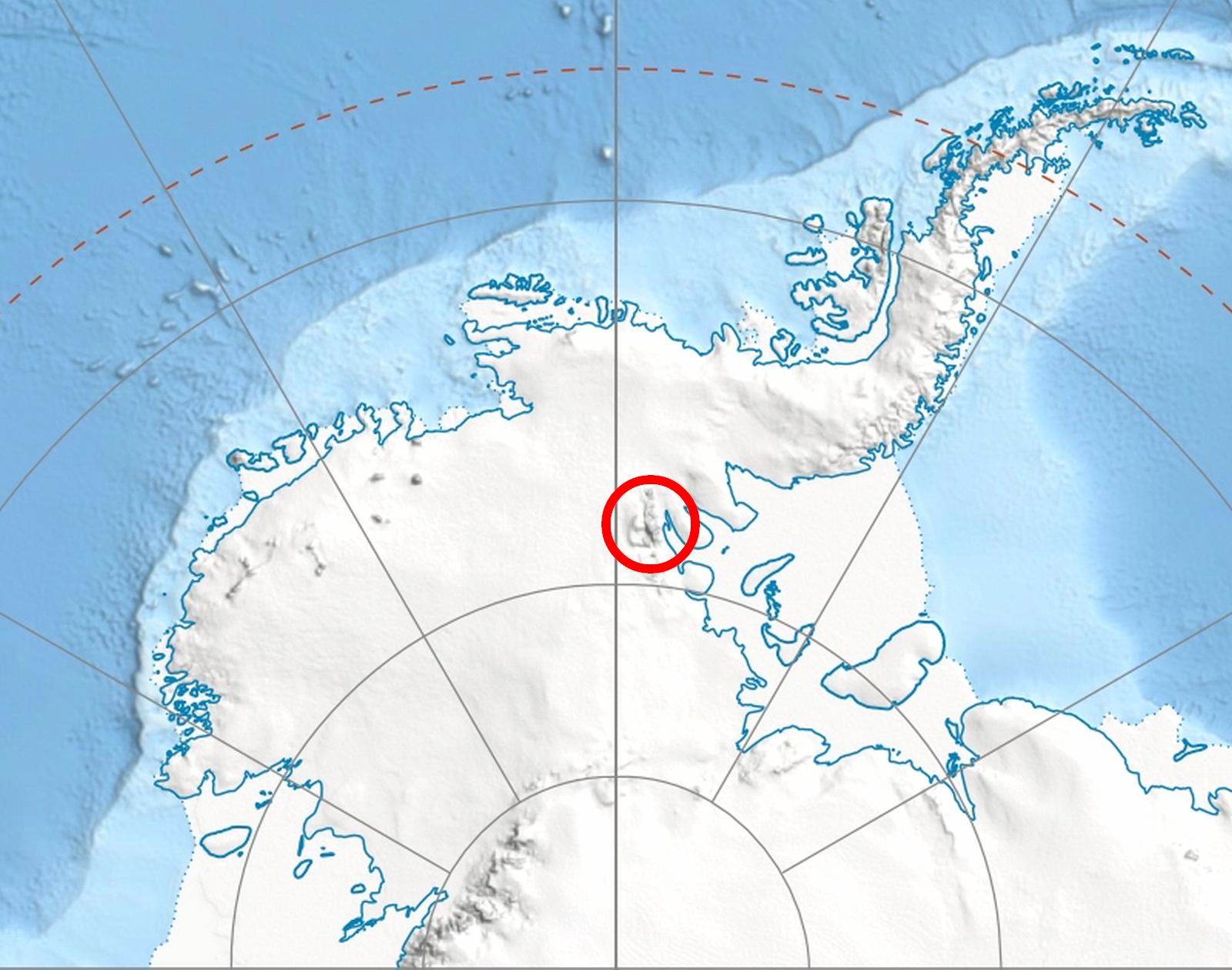

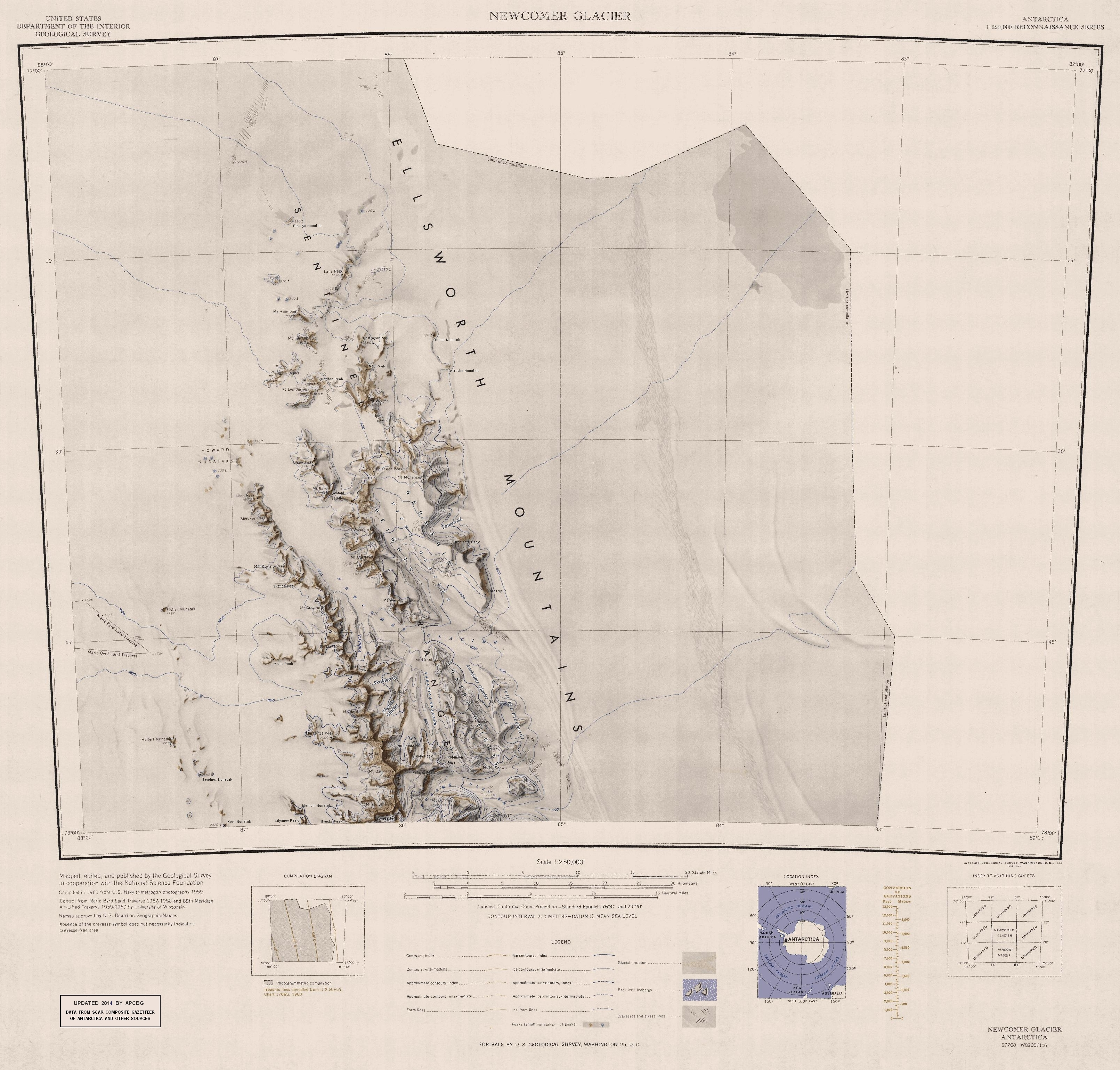

莫根森山（英語：Mount Mogensen）是南極洲的山峰，位於埃爾斯沃思地，處於厄爾默山東北面9公里，屬於埃爾斯沃思山脈中森蒂納爾嶺的一部分，海拔高度2,790米，在1935年11月23日由美國探險隊發現，現時由南極條約體系管理。